# Université des sciences appliquées de Jyväskylä
L'université des sciences appliquées de Jyväskylä (finnois : Jyväskylän ammattikorkeakoulu) auparavant école polytechnique de Jyväskylä (finnois : Jyväskylän ammattikorkeakoulu) est une université publique, située à Jyväskylä et à Saarijärvi en Finlande.

## Présentation
L'école créée en 1994 accueille environ 8 000 étudiants encadrés par plus de 800 personnes.
JAMK appartient à la société Jyväskylän Ammattikorkeakoulu OY dont les propriétaires principaux sont les communes de Jyväskylä, de Saarijärvi, d'Äänekoski et de Jämsä.

## Organisation
L'université des  sciences appliquées a comme départements:
- Formation des enseignants des écoles professionnelles,
- Santé et bien-être,
- affaires et services,
- technologies,
- Gestion d'entreprise.

JAMK a été reconnu comme centre d'excellence d'impact régional pour l'année 2006-2007. 

## Galerie

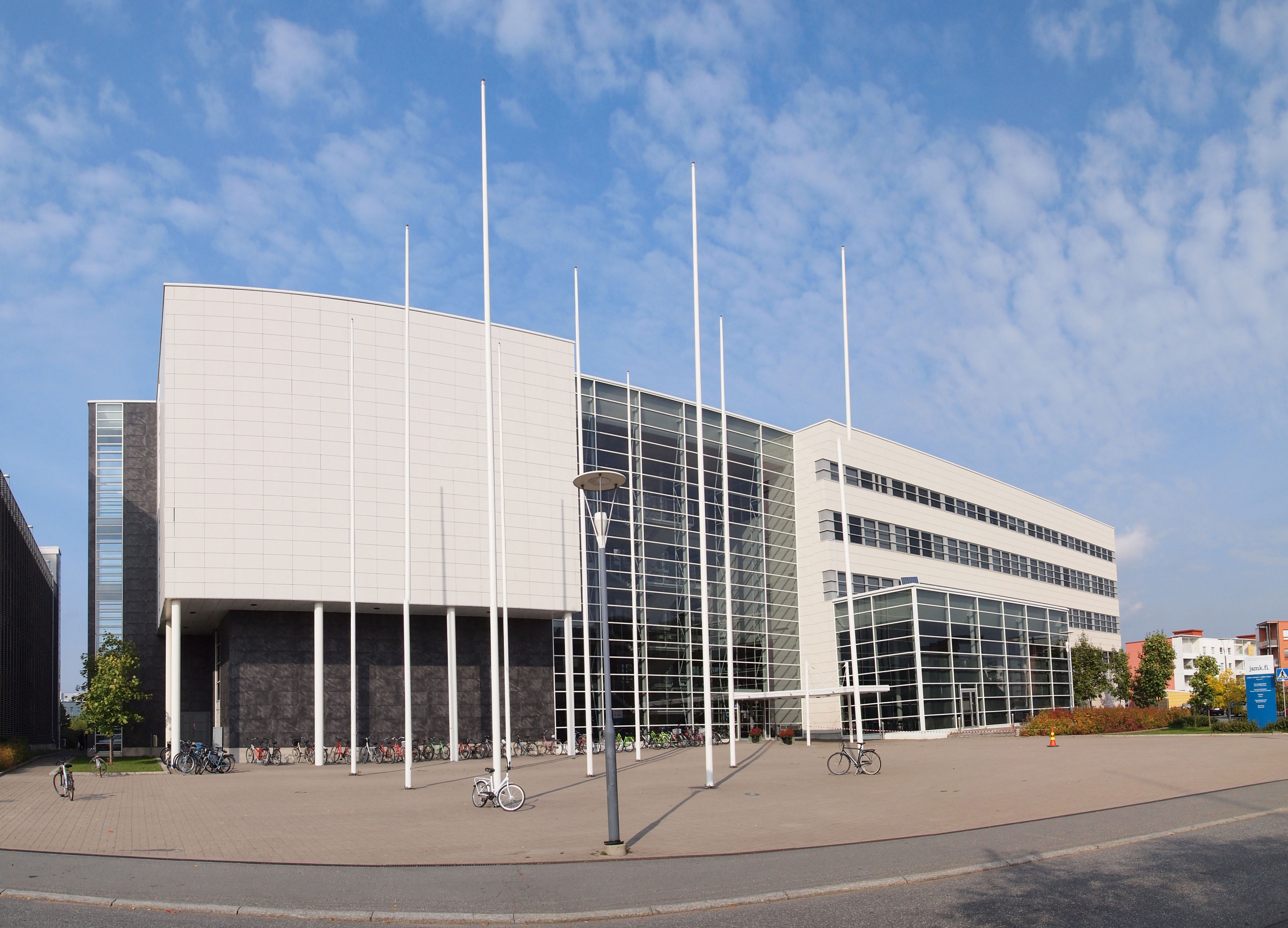
Le bâtiment Dynamo.
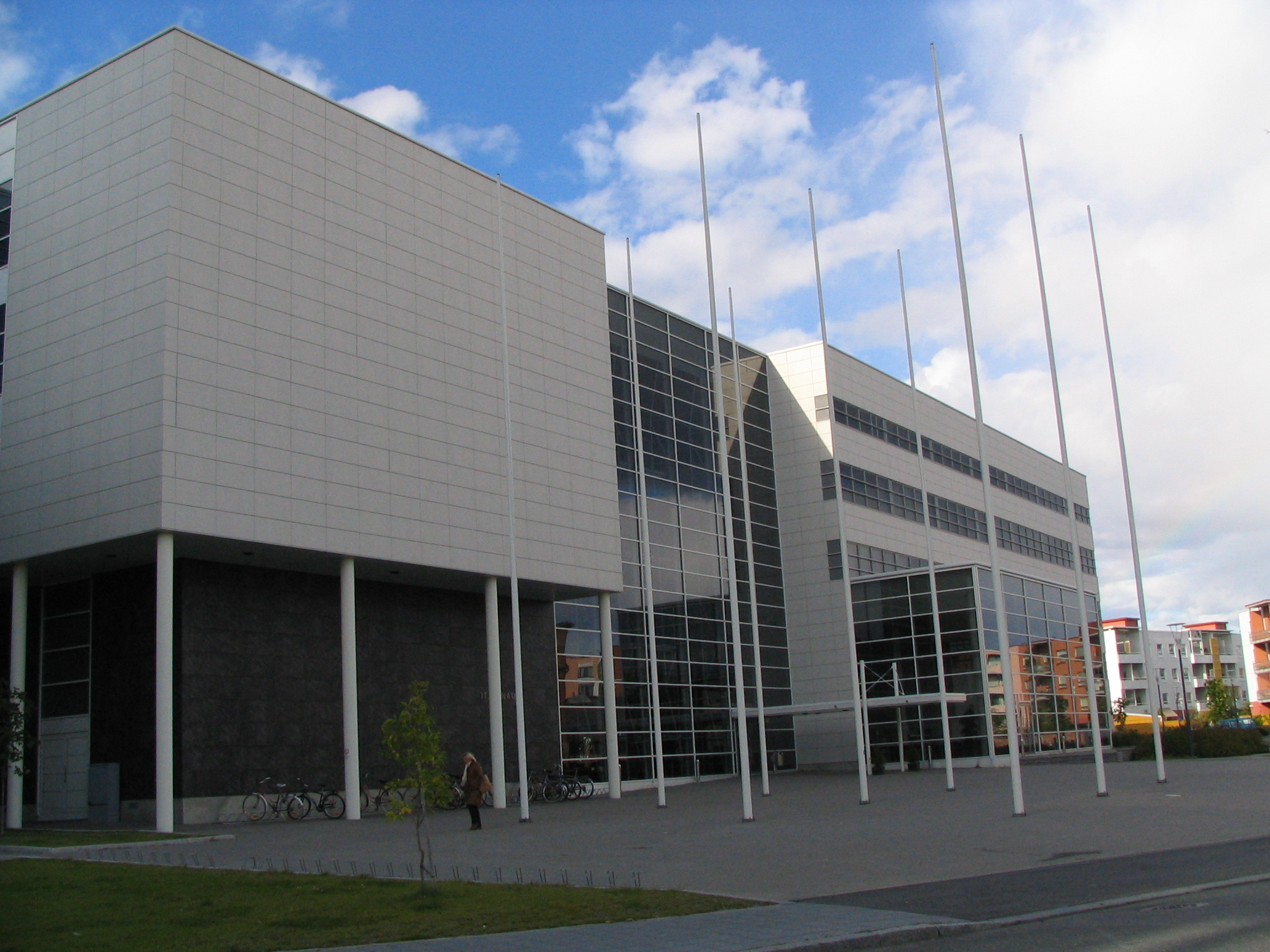
Le bâtiment Dynamo.
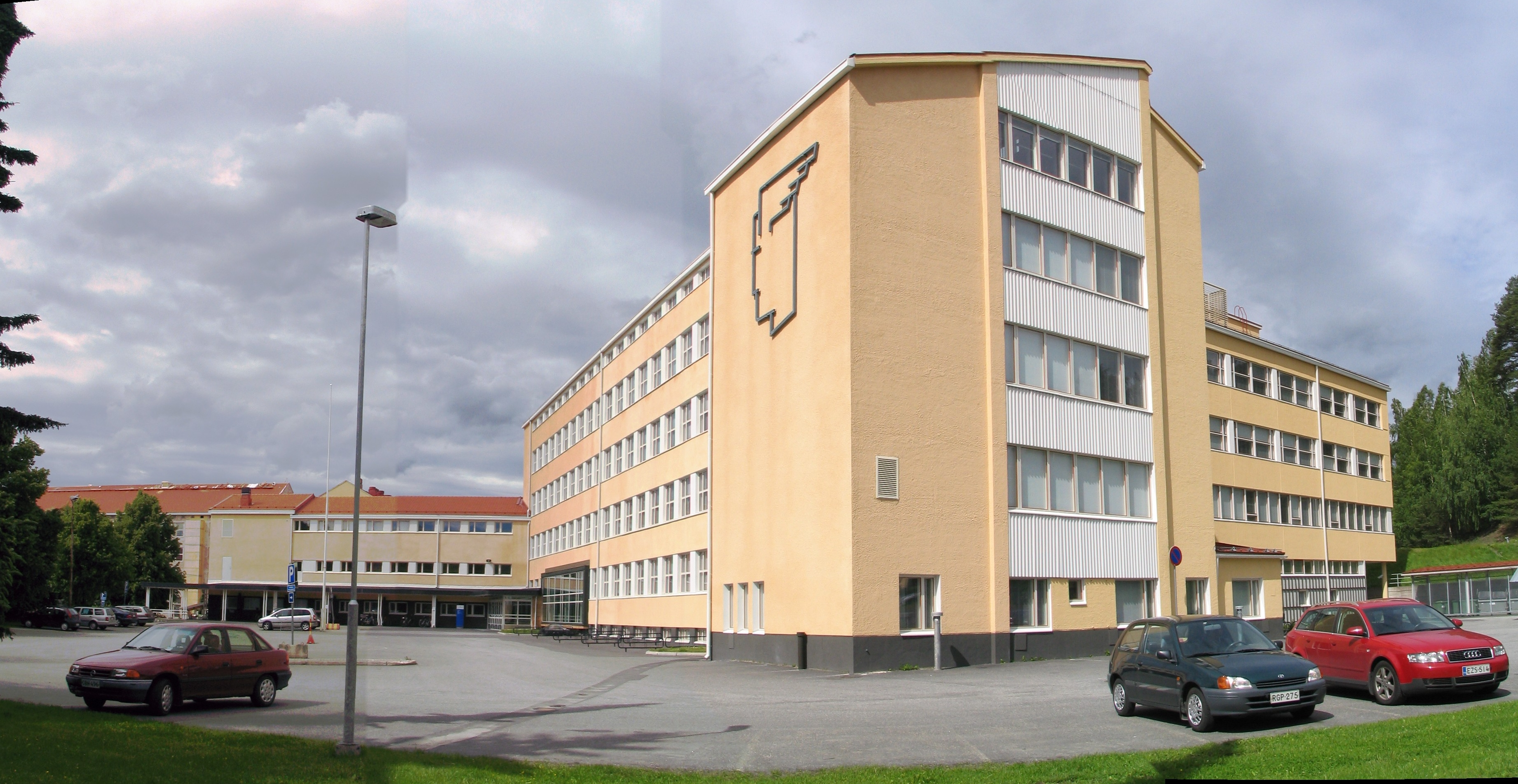
Le campus principal conçu par Olavi Kivimaa.
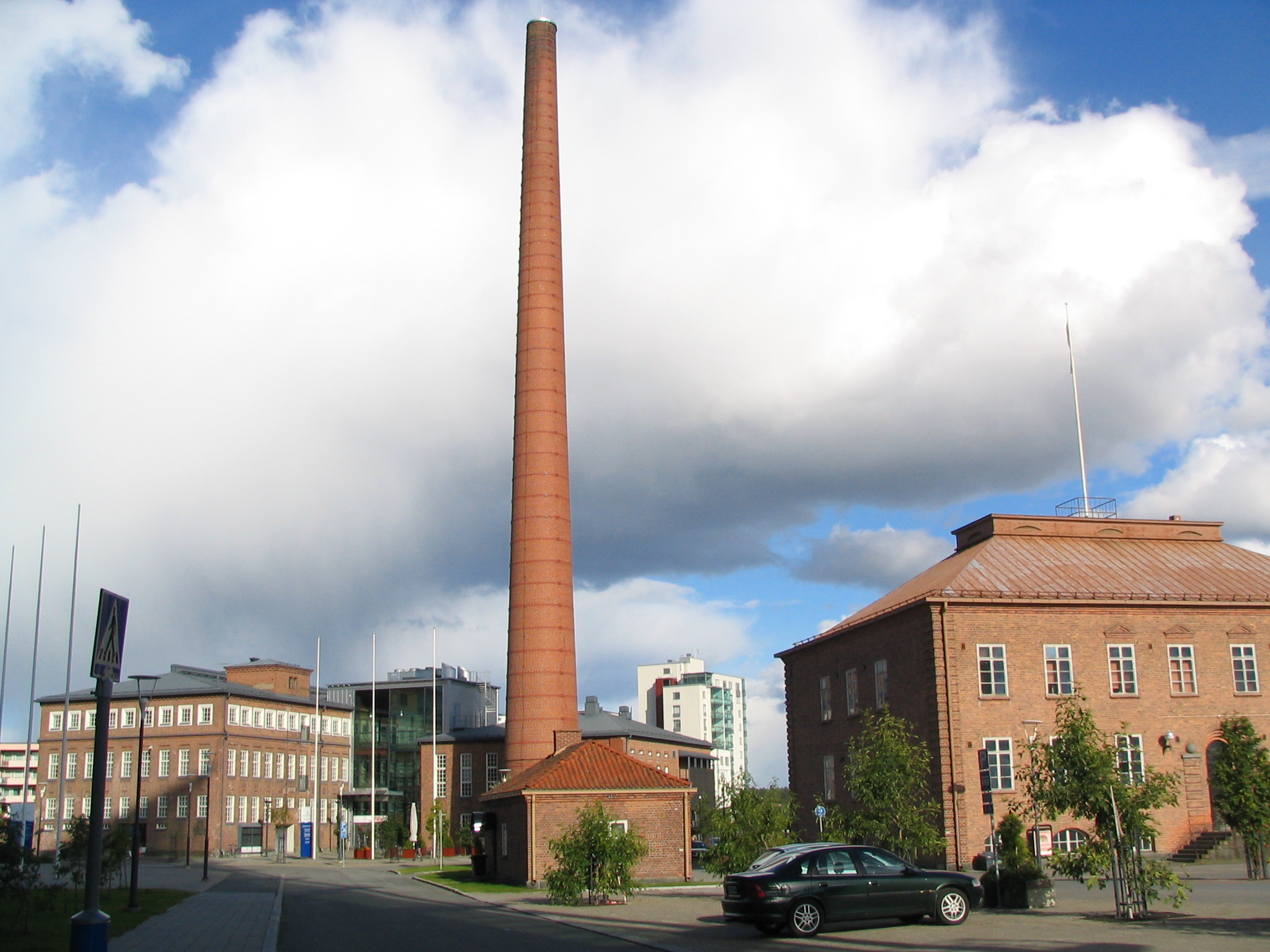
Bâtiments de JAMK dans l'ancienne usine Schauman.